# زفونمير ديرناجا
زفونمير ديرناجا (بالكرواتية: Zvonimir Deranja)‏ (22 سبتمبر 1979 بدوبروفنيك في كرواتيا - ) هو لاعب كرة قدم كرواتي في مركز الهجوم. شارك مع منتخب كرواتيا تحت 17 سنة لكرة القدم ومنتخب كرواتيا تحت 21 سنة لكرة القدم. أما مع النوادي، فقد لعب مع نادي رادنيتشكي سبليت ونادي لومان ونادي ليبورن ونادي موسكرون وهايدوك سبليت.

## وصلات خارجية
- زفونمير ديرناجا على موقع الاتحاد الدولي (مؤرشف)  (الإنجليزية)
- زفونمير ديرناجا على موقع رابطة كرة القدم الفرنسية للمحترفين (الإنجليزية)
- زفونمير ديرناجا على موقع قاعدة بيانات كرة القدم.إي يو (الإنجليزية)
- زفونمير ديرناجا على موقع Soccerway.com (الإنجليزية)
- زفونمير ديرناجا على موقع عالم كرة القدم.نت (الإنجليزية)